# ネームレス (KOF)
ネームレス (Nameless) は、SNKプレイモアの対戦型格闘ゲーム『ザ・キング・オブ・ファイターズ』に登場する架空の人物。担当声優は小野大輔。

## 概要
『ザ・キング・オブ・ファイターズ』（以下『KOF』と表記）の第9作目である『KOF2002』のリメイク作品『KOF2002 UNLIMITED MATCH』（以下『2002UM』と表記）に登場したオリジナルキャラクター。
前作まで登場していたK9999のデザインやキャラクター性能を踏襲し、入れ替わる形で参戦したキャラクター。なお、担当声優の小野は同作のシステムボイスもあわせて担当している。

## キャラクター設定
秘密結社「ネスツ」工作員の1人。顔つきはK'に似ているが、前髪の半分だけが白くなっており、右眼と左頬に傷が刻まれている。正式なコードネームは「Ж'（ジェープライム）」。
K'の遺伝子を持つ強化人間の開発計画「プロジェクトЖ」の9999番目の実験体で、唯一の生き残り。草薙京の遺伝子を併せ持っているが、操る炎は不気味に赤黒く変色している。
「K'チルドレン」と呼ばれる多くの実験体が炎の暴走に耐え切れず死亡したのに対し、ネームレスだけはこの力を強い意思で抑えこむことに成功している。だがそれは、あくまで焼け死なずに済んだ程度であり、完璧に自己制御しているとは言えなかった。そのため、後述の制御用カスタムグローブが造られることとなる。
性格は冷静かつ寡黙で、あまり多くは喋らない。その反面、自信家のような強気な一面を強く覗かせる場合もある。本人の年齢は不明だが、肉体年齢は15 - 18歳あたりだとされている。ネスツの無菌研究所で生まれ育っているため、ネスツから下された命令には服従するが、後述の悲壮な境遇ゆえに忠誠心は薄い。

### イゾルデ
ネームレスが右手（公式イラストでは左手）に装着している白いカスタムグローブ。
炎を制御する役割を持つほか、形状変化が可能な擬似生命体である。このグローブを鞘に見立て、抜刀術の要領で外して炎を操ったり、グローブを武器に変形させて攻撃を繰り出すのが、ネームレスの戦闘スタイルとなっている。
「イゾルデ」という名称は、ネームレスが実験を受けていた頃に出会った少女の名前に由来する。ネームレスは過酷な実験で負傷していた時に救護班だったイゾルデと出会い、接していく中で次第に恋心を抱くようになる。イゾルデ自身もネームレスのことを少なからず想っており、互いに惹かれ合っていった。
別れを惜しみつつ退院した後に再び実験へ戻ったネームレスは、自分専用のカスタムグローブが開発中であることを告げられる。「成功すれば下級幹部に迎えてやる。それなら彼女を手元に置く事もできる」と約束され、イゾルデに会うことだけを目的に、より過酷となる実験に必死で耐え抜いた。そして遂にグローブが完成する。こうして炎を制御できるようになったネームレスは下級幹部になるために、グローブと共に数々の任務をこなす日々を送る。
だがその最中、ネスツを離反した科学者の抹殺任務に就いていたネームレスは、ターゲットである科学者から、イゾルデとの出会いも、彼女に会うためだけにネームレスが過酷な実験に耐え抜いたことも、全てがネスツによって仕組まれた計画であったことを知らされる。
さらにイゾルデは、「アンチK'」が持つ「氷を操る力」の因子を持って生まれた実験体（もっとも本人にその自覚はなく、戦闘力も皆無だったという）で、最初からネームレスのカスタムグローブを造るためだけの存在だった。そしてカスタムグローブ開発の際、材料となる氷の因子を体内から取り出されて死亡したのである。
ネームレスはその事実を信じたわけではなく、多くの疑問を抱きながらネスツへの不信感を募らせる。そんな中、「KOFに出場して裏切り者を殺せ」という命令が下される。ダメ元で「成功した暁にはあの時の約束を守ってもらう」と頼むが、上層部はあっさり承諾した。
「彼らが素直に約束を守るなら一生飼い犬でもいい、守らないなら彼女を救出して共に逃げよう、だが、もし本当に彼女の死が真実だったとしたら、その時はネスツを滅ぼすまで」とネームレスは任務失敗の可能性を微塵も考えていなかった。
イゾルデの容姿は「新雪のような白い髪を持った少女」の記述だけであまり語られていないが、設定資料やMAX2の演出でその姿が確認できる。「アンチK'のルーツ」という設定上、その顔つきはクーラ・ダイアモンドに似ており、彼女との掛け合いではネームレスが何かを感じ取る描写がある。

## 技の解説
技の性能はどれもK9999のそれを再現している。しかし、一部通常技のグラフィックが変更されていたり、K9999が使えない独自の新技を持っているなど、ある程度の差別化がなされている。通常投げ、特殊技、必殺技の名称は旧日本海軍が保有していた駆逐艦に由来する。

### 通常投げ
峯雲（みねぐも）
相手を掴み、肘打ちを当てる。
K9999の「消えろォ!」に相当する技。
叢雲（むらくも）
相手を抱えこみ、後方の地面に叩きつける。
K9999の「いつまで遊んでんだよォ!」に相当する技。

### 特殊技
穿孔戦技・雪風（せんこうせんぎ・ゆきかぜ）
カスタムグローブをドリル状に変化させ、前方に進みながら貫く。
K9999の「うるせぇー!」に相当するが、こちらはグラフィックが遠距離立ち強パンチと異なる。
足刀戦技・時雨（そくとうせんぎ・しぐれ）
踏み込みつつ上段蹴りを繰り出す。リーチが長めで、ヒット時はどの技でもキャンセルが可能。
ネームレスのオリジナル技で、見た目はK'の「スナイパーサイド」に似ている。
襲脚戦技・東雲（しゅうきゃくせんぎ・しののめ）
スライディングキックを繰り出す。
K9999のしゃがみ強キックに相当。

### 必殺技
地走型抜手刀戦技・早蕨（ちそうがたばっしゅとうせんぎ・さわらび）
グローブを外した腕を振り払って戻し、渦巻く炎を発生させる。
K9999の「あっちへいってろォ!」に相当する技だが、炎は飛び道具判定になっているので、カウンター系の技で取られることはない。
対空型抜手刀戦技・宵月（たいくうがたばっしゅとうせんぎ・よいづき）
頭上からグローブを外した腕を振り下ろし、斜めに炎を発生させる。
K9999の「割れろォ!」に相当する技だが、こちらは身体がより前に乗り出す。また、「割れろォ!」とは違い、初段の炎が打撃判定になっているので、カウンター系の技で取られてしまう。
強襲型抜手刀戦技・天霧（きょうしゅうがたばっしゅとうせんぎ・あまぎり）
前方へ飛び掛りながらグローブを外し、腕を振り払って炎を発生させる。
K9999の「砕けろォ!」に相当する技で、多少の違いはあっても動作は比較的同じである。

### 超必殺技
閃光型抜手刀奥技・灼鳳（せんこうがたばっしゅとうおうぎ・しゃくほう）
頭上からグローブを外した腕を振り下ろし、赤黒い爆炎を巻き上げる。
K9999の「月…」に似ているが、こちらは横へのリーチが短い反面、縦に広くなっている。
拡散型抜手刀奥技・絶影（かくさんがたばっしゅとうおうぎ・ぜつえい）
グローブから腕を外し、その腕を何度も振り回して炎を乱れ打つ。
K9999の「てめぇも往っちまえ!!」とは演出こそ違うものの、間合いでヒット数が変化する性能は引き継がれている。
回転型突貫奥技・螺旋（かいてんがたとっかんおうぎ・らせん）
MAX超必殺技。腕のグローブを巨大なドリルに変化させて攻撃する。
K9999の「力が…勝手に…ぅわあああ!!」と違い、ネームレスの意思で繰り出しているために演出は異なるが、性能自体は一緒。

### MAX2
最終型抜手刀秘技・燐光（さいしゅうがたばっしゅとうひぎ・りんこう）
カスタムグローブを投げ捨てて全ての力を解放し、画面上部を覆いつくすほどの巨大な爆炎を巻き上げる。その際、わずかだがイゾルデの幻影が浮かぶ。技が終了するとグローブが戻り、力を解放した反動で苦しむ仕草を見せる。発生が遅く技を出し終えた後の隙が大きいために少々使いづらいが、ガードされたとしても超必殺技をヒットさせたほどの削りダメージを与えることができる。この技で相手をKOすると、勝利画面のイラストが変わる。
ネームレスのオリジナル技で、K9999のMAX2である「これは、まるで…!!」とは演出や性能が全く異なる。

## 関連人物
- K' - 遺伝子のオリジナル。
- 草薙京 - 遺伝子のオリジナル。
- クーラ・ダイアモンド - イゾルデとの関連性を疑問視。
- K9999 / クローネン・マクドガル - オリジナル版 『2001』『2002』『XV』に登場。ネームレスとよく似た技を使う。